# Kappenbusch

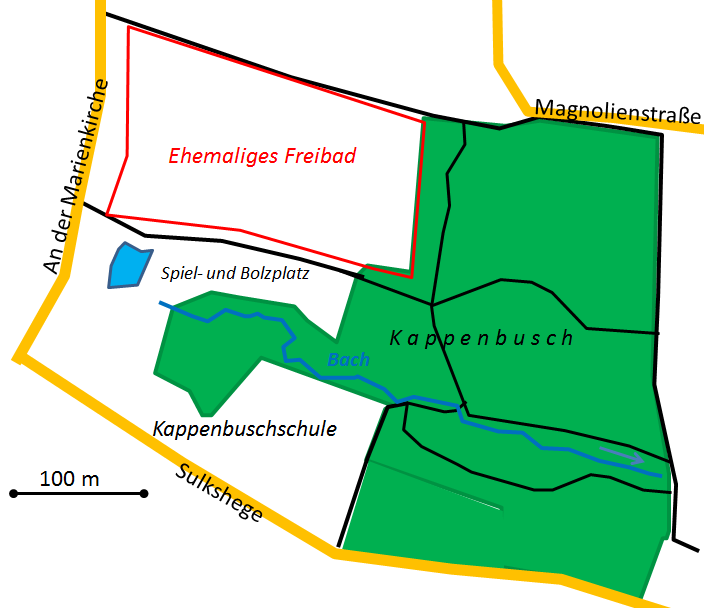
Karte des Kappenbusches mit querenden und angrenzenden Wanderwegen

Der  Kappenbusch, auch in Karten ausgewiesen als Landschaftsschutzgebiet Kappenbusch, manchmal auch Kattenbusch genannt, ist ein rund acht Hektar großer Wald in Hamm, im Stadtteil Heessen. Er hat eine Westostausdehnung von rund 400 Metern, von Norden nach Süden misst er an der breitesten Stelle im Osten rund 330 Meter.
Der Wald liegt unmittelbar östlich des ehemaligen Freibades Heessen und der Kappenbuschschule, der nördlichsten Grundschule in Hamm, die nach ihm benannt wurde. Eine rund 50 Meter breite  Waldzunge reicht, einem Bachlauf folgend, zwischen genannten Einrichtungen nach Westen bis an die Straße An der Marienkirche. Im Norden und Osten schließen sich unmittelbar Baugrundstücke (bei Letzterem lediglich durch einen Fußweg begrenzt) an, die Bewohner dort leben also direkt am Waldrand. Lediglich im Nordosten grenzt der Wald auf rund 100 Meter an die Magnolienstraße und im Südosten auf 200 Meter Länge an die Straße Sulkshege.
Im Süden wird der Wald komplett von Westen nach Osten durch einen Bach durchflossen. Selbiger verläuft nur innerhalb des Waldes oberirdisch, einem natürlich wirkenden, mäandernden Verlauf folgend. Stromaufwärts und auch -abwärts verläuft der Bach unter Bau- und Siedlungsland unterirdisch.
Der Wald ist ein zentrales Naherholungsgebiet für das Zentrum Heessens, insbesondere für die Anwohner der angrenzenden Häuser. Zahlreiche Wanderwege wurden angelegt und über den Bach wurde im westlichen Bereich einen hölzerne  Hängebrücke installiert.
Ein Parkplatz befindet sich im Westen und die Wanderwege münden an die umgebenden Straßen.
Im Norden, unmittelbar südlich des Bades, liegt ein Spiel- und Bolzplatz. Folglich wird der Wald bei der Heessener Jugend beim Spiel mit einbezogen.
Neben dem Zweck der Erholung, also für Spazierengehen, Hunde ausführen und Joggen hat der Wald auch eine gewisse Bedeutung als, bisweilen illegal genutzte,  Quelle für Brennholz für die Anwohner.

## Geschichte
Der Kappenbusch ist der Rest eines Waldes, der ursprünglich einen großen Teil Dasbecks bedeckte. 1936 erwarb die Gemeinde Heessen den Kappenbusch, der damals noch 178 Hektar umfasste. Hier sollte ein großzügiges Wohnsiedlungsgebiet entstehen, fernab der Zeche Sachsen und der Kokerei mit der schlechten Luft.

## Gewässer
Der beschriebene Bach hat sein Quellgebiet westlich des Kappenbusches im Bereich des Sportplatzes Heessen. Nach verlassen des Waldes speist er in rund 250 Metern einen kleinen Teich im Kersenbrock, verläuft dann weiter sowohl ober- und unterirdisch und mündet dann in den Enniger Bach.
Im Norden unmittelbar am Waldrand des Kappenbusches liegt ein rund 600 m² großer Teich.

## Sonstiges
Im Bereich des Kappenbusches gab es eine Müllkippe. Dort soll ein Bombentrichter mit Müll gefüllt worden sein.
Nachdem das Heessener Freibad, gegen den Widerstand der Bevölkerung, aufgegeben wurde, gibt es Forderungen, das Gebiet des Freibades wieder aufzuforsten und so dem Kappenbusch quasi "zurückzugeben", dem es 1975 bei der Anlage des Bades entnommen wurde.
Die Umbenennung der Grundschule in Kappenbuschschule wurde nach der Gebietsreform 1976 erforderlich. Ursprünglich hieß die Schule Matthias-Claudius-Schule.  Die damalige Stadt Heessen gehört früher zum Kreis Beckum. Im Rahmen der kommunalen Neuordnung wurde Heessen dem Schulbezirk Groß-Hamm (Bezirk Arnsberg) zugeordnet. Im Januar 1977 wurden dann einige Heessener Schulen umgetauft. Die Matthias-Claudius-Schule gehört auch dazu. Diese Umbenennung war notwendig geworden, weil nach der kommunalen Neuordnung viele Hammer Schulen den gleichen Namen trugen.